# Brustwarzenstimulation

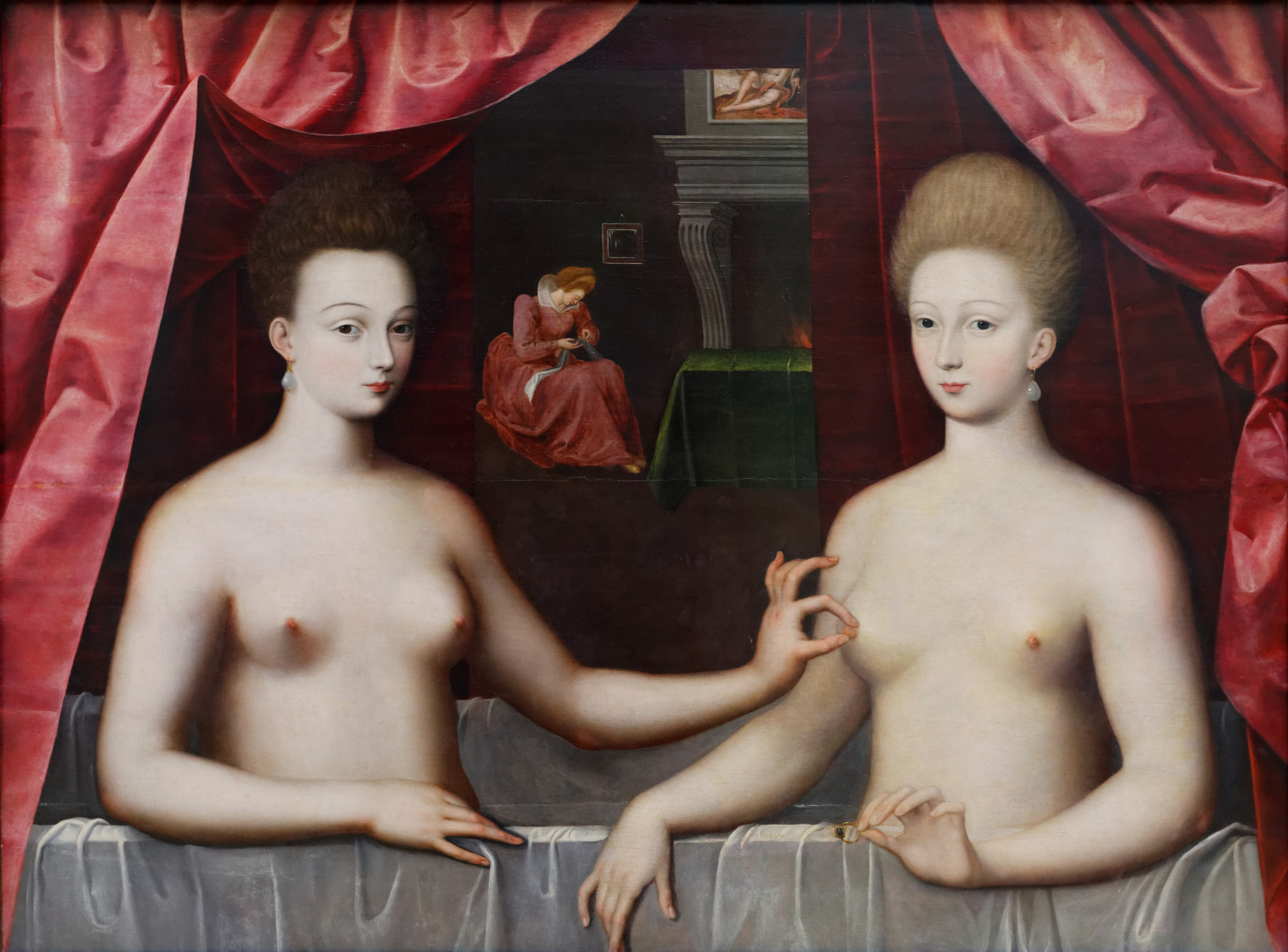
Stimulation einer Brustwarze

Brustwarzenstimulation bezeichnet die Reizung der Brustwarzen eines Menschen mit den Fingern oder mit dem Mund. Sie spielt in zwei unterschiedlichen Situationen eine Rolle, zum einen beim Stillen eines Säuglings, wobei die Häufigkeit des Anlegens an die Brust und des Saugens die Menge der gebildeten Milch reguliert, zum anderen beim erotischen Stimulieren der Brustwarzen, um sexuelle Erregung hervorzurufen oder zu steigern, eine sexuelle Praktik, die in Verbindung mit anderen Praktiken oder auch alleine ausgeübt wird.
Der Mensch gehört, wie alle Primaten, zu einer Gruppe von Säugetieren, die in ständigem Kontakt mit ihren Jungen stehen, so dass diese nach Bedarf trinken und so ihre Nahrung aufnehmen können. Die abendländische Kultur hat das Augenmerk auf die sexuelle Natur der Brüste gelegt und die Möglichkeit, Männern und Frauen sexuelles Vergnügen zu bereiten. In der Anthropologie gibt es Darstellungen über die frühe Verhaltensevolution des Menschen, die die Beschäftigung mit den Brüsten zum Thema haben.
Dieser Artikel handelt von der Stimulation der Brustwarzen zum sexuellen Vergnügen.

## Brustwarzenstimulation zur sexuellen Erregung
Das Geschlecht spielt grundsätzlich keine Rolle dafür, wessen Brustwarzen von wem stimuliert werden. Das Liebkosen der weiblichen Brüste und vorsichtige Reizen der Brustwarzen ist jedoch eine übliche Verhaltensweise, während die Einbeziehung der Brustwarzen des Mannes weniger verbreitet ist. Es ist auch die Stimulierung der eigenen Brustwarzen durch einen selbst möglich.
Das Erzeugen sexueller Erregung durch Brustwarzenstimulation kann – besonders bei Jugendlichen und jungen Erwachsenen – als eine Form des Petting um ihrer selbst willen praktiziert werden. Sie kann sexuelle Erregung sowohl vor dem Geschlechtsverkehr hervorrufen als auch während des Intimverkehrs fördern.
Eine 2006 bei 17- bis 29-jährigen Studentinnen und Studenten durchgeführte Befragung ergab, dass ca. 82 % der Frauen und 52 % der Männer durch Berührungen an den Brustwarzen sexuell erregt werden, während etwa 7,5 % der Befragten beiderlei Geschlechts angaben, dass sie bei ihnen der Erregung abträglich sei.
Das Berühren der Brust und der Brustwarzen einer anderen Person ist gewöhnlich ein Zeichen von  Intimität, und das Zulassen einer solchen Berührung ist meist ein Vertrauensbeweis.

### Brustwarzen bei allen Geschlechtern

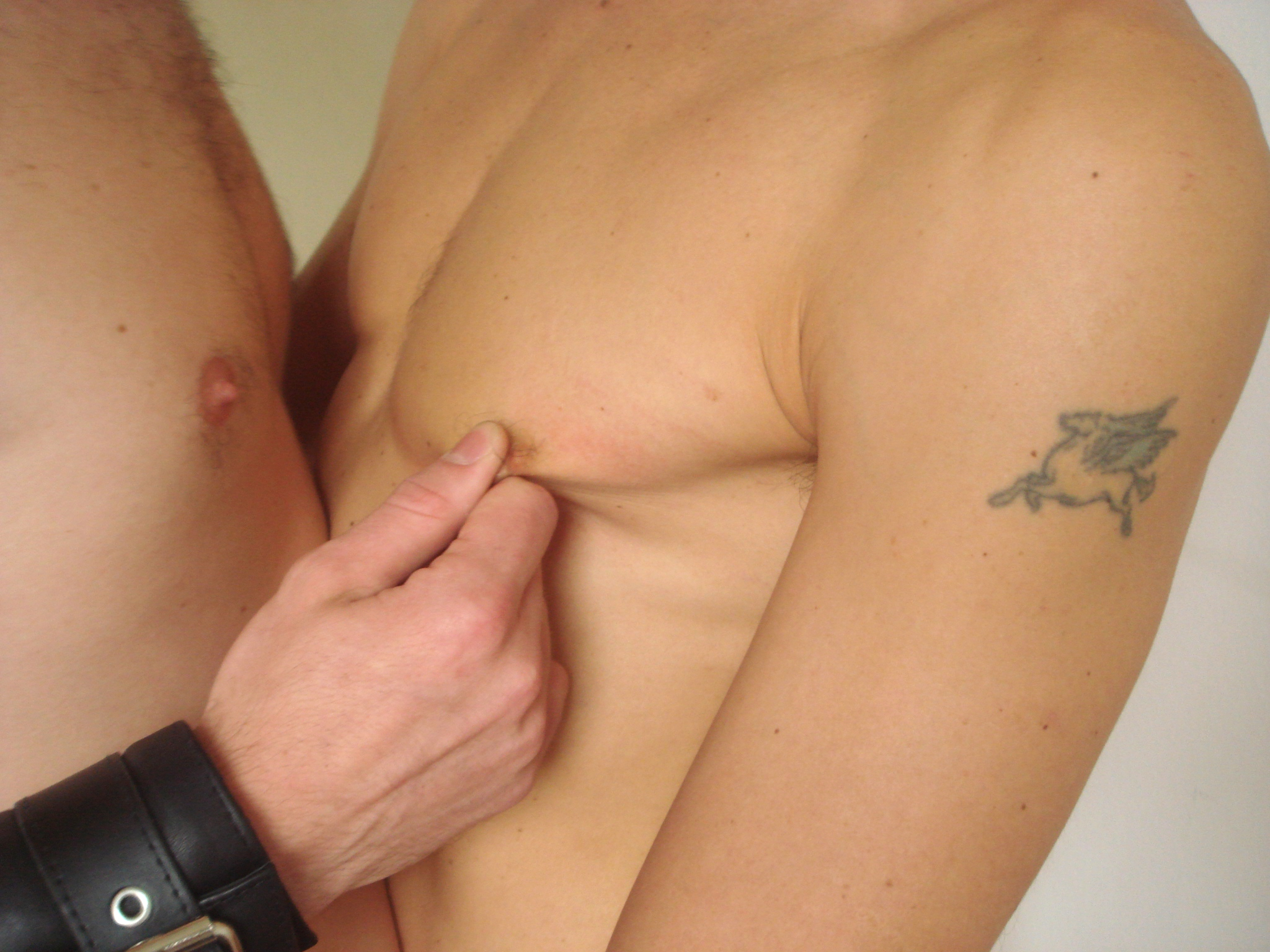
Je nach Empfindlichkeit und Neigung kann Kneifen in die Brustwarze stimulierend oder aber schmerzhaft und lustabtötend wirken.

Brust, Brustwarze und -vorhof entwickeln sich bei weiblichen und männlichen Föten und in der Kindheit weitgehend gleich. In der Pubertät bleibt die Brust bei Jungen aber rudimentär, während sie bei Mädchen wächst und sich stärker ausprägt, was dem Einfluss der Hormone Progesteron und Östrogen zuzuschreiben ist. Die weibliche Brust ist meist sensibler, da sie mehr Sinneszellen und Nerven hat. Die weiblichen Brüste haben unabhängig von ihrer Größe dieselbe Anzahl von Nervenendigungen. Dementsprechend sind kleine Brüste meist empfindlicher, während größere Brüste etwas intensiver stimuliert werden können, ohne dass dadurch Schmerzen ausgelöst werden.
Die Brust und insbesondere die Brustwarzen sind bei beiden Geschlechtern erogene Zonen mit erhöhter Erregbarkeit, die aber individuell sehr schnell und sehr stark variieren kann. Bei Berührung kommt es meist zu einer Aufrichtung der Brustwarze (Erektion). Eine Erektion der Brustwarzen mit allen daraus resultierenden physiologischen Veränderungen kann aber auch spontan (d. h. ohne absichtliche Stimulation) stattfinden, etwa als durch einen Kältereiz ausgelöster Reflex, als Auswirkung sexueller Erregung oder beim Stillen. In der Brustwarze befinden sich keine Schwellkörper, sondern die Aufrichtung erfolgt durch eine unwillkürliche Kontraktion der Haarbalgmuskeln, eines Teils der glatten Muskulatur, der vom vegetativen Nervensystem gesteuert wird. Sie hat physiologisch daher mehr Ähnlichkeit mit einer Gänsehaut als mit einer Erektion der Genitalien.

### Techniken der Stimulation

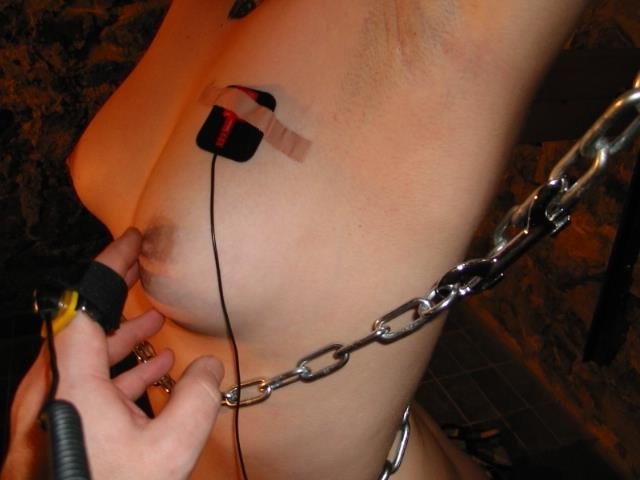
Elektrische Stimulation einer Brustwarze

Die Brustwarzen können mit dem Mund, mit den Händen bzw. Fingern oder unter Zuhilfenahme von Gegenständen stimuliert werden. Die orale Stimulation kann durch Lecken, Saugen, sanftes Beißen („Knabbern“) oder das Blasen auf die Brustwarzen geschehen. Andere Arten der Stimulation sind das Berühren oder Reiben mit der Hand oder einem (meist weichen) Gegenstand. Auch das Stimulieren der eigenen Brustwarzen mit oder ohne Hilfsmittel, sowohl beim Geschlechtsverkehr als auch bei der Masturbation, ist verbreitet.
Geeignete Hilfsmittel sind beispielsweise Massageöle oder Federn. Im Fachhandel gibt es zudem eine Vielzahl von Sexspielzeugen wie Saugvorrichtungen, die das Saugen an der Brustwarze simulieren („Nippelsauger“), Klammern oder kleine, auf die Brustwarzen passende Gummiringe. Der Einsatz solcher Geräte ist aber oft nicht ganz ungefährlich, weil einige von ihnen die Blutzirkulation hemmen. Auch die erotische Elektrostimulation im Brustbereich gilt als gefährlich, weil sie die körpereigenen elektrischen Signale stört und so z. B. Herzrhythmusstörungen verursachen kann. Generell sollte beim Einsatz von Sexspielzeugen umsichtig und verantwortungsbewusst vorgegangen werden und nicht ohne die Gebrauchsanweisung gelesen zu haben.
Die Stärke eines noch als angenehm empfundenen Reizes kann individuell und mit dem Grad der Erregung stark variieren. Was in einer Situation angenehm ist, kann im nächsten Moment schmerzhaft sein. Im Rahmen von BDSM-Praktiken kann (und soll) sogar oft bewusst die Schmerzschwelle überschritten werden. Wie bei allen Sexualpraktiken ist es wichtig, dem Partner bzw. der Partnerin Feedback zu geben und dieses Feedback zu beachten.
Nach einem Orgasmus können die Brustwarzen sehr berührungsempfindlich werden, so dass eine weitere Stimulation unangenehm oder schmerzhaft wird.

## Physiologische Auswirkungen

Die chemische Struktur von Oxytocin

Die Stimulation der Brustwarzen bewirkt bei Frauen eine vermehrte Produktion der Hormone Oxytocin und Prolaktin. Nach einer Geburt führt Spielen oder Saugen an den Brustwarzen zu einer stärkeren Prolaktinausschüttung und zum Einschießen der Milch in den Brustdrüsen (Lactation).
Stimuliert ein Sexualpartner durch Berührungsreize die Brustwarzen einer Frau, kann das eine physiologische Reaktion in der Vulva in  Form von Lubrikation und einer Klitoriserektion mit Anschwellen der Schamlippen hervorrufen. Meist geht das mit gesteigertem sexuellem Verlangen und einer Brustwarzenerektion einher, was beides zu einer verstärkten Berührungsempfindlichkeit der Brustwarzen führt. Das als „Kuschelhormon“ bekannte Neuropeptid Oxytocin erzeugt „Muttergefühle“ und wirkt angstlösend, ferner verstärkt es das Vertrauen und die Partnerbindung. Prolaktin trägt zur sexuellen Befriedigung nach sexueller Aktivität bei.
Einige Frauen berichten davon, durch Brustwarzenstimulation ohne andere Formen der sexuellen Stimulation einen Orgasmus erlebt zu haben. Es wird vermutet, dass solche Brustorgasmen auch mit Oxytocinausschüttungen zusammenhängen. Eine Studie aus dem Jahr 2011 mit Hilfe von Magnetresonanztomographie hat allerdings gezeigt, dass das kortikale Areal, das mit den weiblichen Genitalien in Verbindung steht, durch Stimulation der Brustwarzen direkt erregt wird.